# Ácido 1,3-bisfosfoglicérico
El ácido 1,3-bisfosfoglicérico (cuyo anión se llama 1,3-bisfosfoglicerato o 1,3BPG) es una molécula orgánica de 3 carbonos presente en la mayoría (si no es que en todos) de los seres vivos. Existe principalmente como intermediario metabólico tanto en la glucólisis durante la respiración celular, como en el ciclo de Calvin durante la fotosíntesis. El 1,3BPG es un compuesto de transición entre el glicerato 3-fosfato y el gliceraldehído 3-fosfato durante al fijación/reducción de CO
2. El 1,3BPG es también precursor del 2,3-bisfosfoglicerato el cual a su vez es un intermediario metabólico de la vía glucolítica.

## Estructura y papel biológico
El 1,3-bisfosfoglicerato es la base conjugada del ácido 1,3-bisfosfoglicérico. Se trata de una molécula derivada del glicerol que se encuentra fosforilada en los carbonos 1 y 3. Esta doble fosforilación le brinda al 1,3BPG importantes propiedades biológicas, tales como la capacidad de fosforilar ADP para producir ATP.

### En la glucólisis
| D-gliceraldehído 3-fosfato | gliceraldehido fosfato deshidrogenasa | gliceraldehido fosfato deshidrogenasa | 1,3-bisfosfo-D-glicerato | 3-fosfoglicerato quinasa | 3-fosfoglicerato quinasa | 3-fosfo-D-glicerato |
|                            |                                       |                                       |                          |                          |                          |                     |
| NAD+ Pi                    | NADH + H+                             | ADP                                   | ATP                      |                          |                          |                     |
|                            |                                       |                                       |                          |                          |                          |                     |
| NAD+ Pi                    | NADH + H+                             | ADP                                   | ATP                      |                          |                          |                     |
|                            |                                       |                                       |                          |                          |                          |                     |
|                            | gliceraldehído fosfato deshidrogenasa | gliceraldehído fosfato deshidrogenasa |                          | 3-fosfoglicerato quinasa | 3-fosfoglicerato quinasa |                     |

Como se mencionaba anteriormente el 1,3BPG es un intermediario metabólico en la vía glucolítica. Se crea a partir de la oxidación exergónica del grupo aldehído presente en el gliceraldehído 3-fosfato. Como resultado de esta oxidación, se produce la conversión del aldehído en un ácido carboxílico, el cual conduce a la formación de un enlace acil-fosfato. Incidentalmente este es el único paso en la vía glucolítica en el que se produce la conversión de NAD+
 en NADH. La reacción de formación del 1,3BPG requiere de la presencia de una enzima llamada gliceraldehído-3-fosfato deshidrogenasa.
El enlace de alta energía del 1,3BPG es importante en la respiración celular ya que contribuye a la formación de ATP. La molécula de ATP creada en la siguiente reacción es la primera molécula de ATP producida durante la respiración:
La transferencia de un fosfato inorgánico desde el grupo carboxilo en el 1,3BPG al ADP para formar ATP es reversible debido a la baja ΔG. Esto se debe a que es el resultado de la ruptura de un enlace acil-fosfato, mientras que otro similar es creado. Esta reacción no es naturalmente espontánea y requiere de la presencia de un catalizador. Este papel es desempeñado por la enzima fosfoglicerato quinasa. Durante la resacción la fosfoglicerato quinasa experimenta un cambio conformacional inducido por el sustrato, similar al que experimenta otra enzima metabólica, la hexoquinasa.
Debido a que se forman dos moléculas de gliceraldehído 3-fosfato durante la glucólisis a partir de una única molécula de glucosa; se puede decir que el 1,3BPG es respondable de la formación de dos de las diez moléculas de ATP producidas durante la totalidad del proceso. La glucólisis también hace uso de dos moléculas de ATP en sus etapas iniciales como primer paso de compromiso irreversible. Por esta razón la glucólisis no es reversible y tiene una producción neta de 2 moléculas de ATP y dos de NADH. Las dos moléculas de NADH por sí solas pueden producir aproximadamente 3 moléculas de ATP cada una.

### En el ciclo de Calvin
El 1,3BPG desempeña un papel muy similar en el ciclo de Calvin al rol que desempeña en la vía glucolítica. Por este motivo ambas reacciones se dice que son análogas. Sin embargo esta última reacción se encuentra efectivamente invertida. La única diferencia mayor entre las dos reacciones es que se utiliza NADPH como dador de electrones en el ciclo de Calvin, mientras que en la glucólisis se utiliza NAD+
 como aceptor de electrones. En este ciclo de reacciones el 1,3BPG se origina a partir del 3-fosfoglicerato por la acción de enzimas específicas.
Contrariamente a las reacciones similares de la vía glucolítica, el 1,3BPG en el ciclo de Calvin no produce ATP, sino que lo utiliza. Por este motivo este puede ser considerado un paso irreversible y decisivo en el ciclo. El resultado de esta sección del ciclo es un fosfato inorgánico que resulta removido del 1,3BPG, mientras que se añade un ion hidrógeno y dos electrones al compuesto.
En completa inversión a la reacción de la vía glucolítica, la enzima fosfoglicerato quinasa cataliza la reducción del grupo carboxilo del 1,3BPG para formar un aldehído. Esta reacción también libera una molécula de fosfato inorgánico, el cual se utiliza subsecuentemente como fuente de energía para la donación de electrones que lleva a la conversión del NADPH a NADP+
. Llevando a cabo esta última etapa de la reacción se encuentra la enzima gliceraldehído-fosfato deshidrogenasa.

### En la transferencia de oxígeno
Durante el metabolismo normal en humanos, aproximadamente el 20% del 1,3BPG producido no ingresa en la vía glucolítica. En lugar de esto ingresa en una ruta alternativa que involucra la reducción de ATP en los eritrocitos. En esta ruta alternativa, el 1,3BPG es transformado en una molécula similar llamada 2,3-bisfosfoglicerato (2,3BPG). El 2,3BPG es utilizado como un mecanismo para facilitar la liberación eficiente de oxígeno desde la hemoglobina. Los niveles de 2,3BPG aumentan en la sangre de los pacientes cuando los niveles de oxígeno son bajos, por lo que se considera que este es uno de los mecanismos de aclimatación. Los niveles bajos de oxígeno desencadenan un aumento en los niveles de 1,3BPG, los cuales a su vez causan un aumento en los niveles de 2,3BPG, el cual aumenta la eficiencia de la disociación del oxígeno desde la hemoglobina oxigenada.